# 팔단십의문
8단10의문(八段十義門) 또는 줄여서 8단10의(八段十義)는 법상종의 소의논서인 《성유식론》에서 사용된 아뢰야식에 대한 해석체계와 그에 따른 해석을 말한다. 특히, 아뢰야식(엄밀히는 제8식)의 여러 다른 명칭들 가운데 하나인 초능변식(初能變識)의 의미 또는 본질을 자세히 밝히는 것으로, 능변(能變)은 '자신을 포함한, 세력권 내의 갖가지 법들을 능동적으로[能] 변화시키고[變] 현행시키는[現] 것'을 뜻하는 능변현(能變現)의 줄임말이다. 따라서, 8단10의문은 아뢰야식이 왜 그리고 어떻게 우주만법의 변화, 즉 유전연기와 환멸연기, 즉 생사윤회와 깨달음, 즉 염정(染淨)의 근본[初]이 되는가를 밝히는 것으로, 유식학과 나아가 대승불교적 유심론의 근본 교의를 해명하고 정립하는 것이라고 할 수 있다.
인도 불교의 유식학의 총 3기 가운제 제2기의 논사인 세친의 《유식삼십송》에는 초능변식으로서의 아뢰야식의 상(相), 즉 초능변식으로서의 아뢰야식의 본질 또는 성질을 밝히는 게송들인, 아래 인용문에 나타나 있는, 제2 · 3 · 4송이 있다.
《성유식론》은 인도 불교의 유식학의 제3기를 이루는 논사들인 유식 10대 논사들의 《유식삼십송》에 대한 주석들을 현장(玄奘: 602~664)이 호법(護法: 530~600)의 학설을 위주로 하여 번역 · 편찬한 것인데, 《성유식론》에서는 이 게송들을  제2 · 3 · 4권에 걸쳐서 해석하고 있다. 여기에 사용된 해석체계를 전통적으로 8단10의문(八段十義門)이라고 한다. 따라서 8단10의문에 의한 해석은 인도 불교 유식학의 제3기의 유식 10대 논사들이 아뢰야식을 어떻게 보고 해석하였는가를 보여주는데, 특히 호법 계통의 유상유식파(有相唯識派)의 견해를 보여준다고 할 수 있다.
 且初能變其相云何。頌曰。

 初阿賴耶識 異熟一切種

 ３不可知執受 處了常與觸

 作意受想思 相應唯捨受

 ４是無覆無記 觸等亦如是

 恒轉如瀑流 阿羅漢位捨

 
우선 초능변식(初能變識: 제8식)의 체상[相]은 어떠한가?

게송(『삼십송｣의 제2 · 3 · 4 송)에서 다음과 같이 말한다.

 첫 번째는 아뢰야식이고,

 이숙식이며, 일체종자식이니라.

 감지하기 어려운 집수(執受)와 기세간[處]의

 요별을 갖네.

 항상 촉(觸) · 작의(作意) · 수(受) · 상(想) · 사(思)의 심소와 상응한다.

 오직 사수(捨受)와 상응하네.

 이것은 무부무기성(無覆無記性)이니,

 촉 등도 역시 그러하다.

 항상 폭류(暴流)의 흐름처럼 유전(流轉)한다.

 아라한위에서 버리네.
 — 《성유식론》 제2권, 한문본 & 한글본

## 제1단: 3상문
3상문(三相門)은 제8식 즉 초능변식이 가지는 3가지 모습 또는 측면인 자상(自相) · 과상(果相) · 인상(因相)의 3상(三相)을 밝히는 부분이다. 이 3상을 제8식의 3상이라 하지 않고 흔히 아뢰야식의 3상(阿賴耶識의 三相) · 뢰야3상(賴耶三相) 또는 뇌야3상(賴耶三相)이라고 한다.
3상문은 《유식삼십송》의 제2게송의 일부인 '첫 번째는 아뢰야식이고, 이숙식이며, 일체종자식이니라(初阿賴耶識　異熟一切種)'를 해석한 것이다.
이 진술은, 유식학의 관점에 따르면, 인간을 포함함 우주의 모든 것은 식(識, consciousness)인데 특히 인간을 대상으로 하여 보면 인간에서는 윤회와 관련하여 3가지 발달 상태가 있는데 이 상태들이 제8식의 3가지 측면과 밀접하게 관련이 있다고 말하고 있는 것이다. 아뢰야식은 욕계에서 윤회하는 측면, 이숙식은 욕계를 벗어나 색계 · 무색계에서 윤회하는 측면, 일체종자식은 윤회를 벗어나 해탈한 측면에 초점을 맞춘 이름들이다. 유식학에는 이 단계들을 각각 순서대로 아애집장현행위(我愛執藏現行位) · 선악업과위(善惡業果位) · 상속집지위(相續執持位)라고 하며 총칭하여 뢰야3위(賴耶三位)라고 한다. 뢰야3위는 완전한 깨달음의 상태에 이르기까지의 수행 과정 동안 제8식에서 일어나는 변화를 크게 셋으로 나눈 것으로 수행자의 깨달음의 정도를 나타낸다.
윤회를 벗어나 해탈한 측면에서 보면, 해탈이 가능한 이유는 크게 보아 수행이라는 원인, 즉, 선업 종자가 삶과 삶을 통해, 매일 매일, 찰나찰나 유지되고 강화될 수 있기 때문이다. 이런 측면에 초점을 맞춰 제8식을 일체종자식이라 이름한다.
욕계를 벗어나 색계 · 무색계에서 윤회하는 측면에서 보면, 이 상태의 이숙과 즉 삶의 모습이 욕계에서 윤회하는 상태일 때와는 완전히 다르다. 이런 측면에 초점을 맞춰 제8식을 이숙식 즉 '다르게 익은 식'이라 이름한다. 그런데 일체종자식이라는 원인적 측면이 없으면 이숙식이라는 결과적 측면이 있을 수 없으므로 비록 이 측면에 맞춰 이숙식이라고 이름하지만 이 이름은 일체종자식이라는 원인적 측면을 내적으로 포함하고 있는 것으로 유식학에서는 해석한다.  
욕계에서 윤회하는 측면에서 보면, 이 상태의 이숙과 즉 삶의 모습이 크게 보면 '나'와 '내 것'이라는 집착이 기본 원인이 되어 온갖 좋은 일과 나쁜 일이 일어나고 있는 상태이다. 이런 측면에 초점을 맞춰 제8식을 아뢰야식이라 이름한다. 그런데 일체종자식이라는 원인적 측면과 이숙식이라는 결과적 측면의 원리가 작동하지 않는다면 이런 상태도 일어날 수 없으므로 비록 욕계에 윤회하는 측면에 맞춰 아뢰야식이라고 이름하지만 이 이름은 일체종자식이라는 원인적 측면과 이숙식이라는 결과적 측면을 내적으로 포함하고 있는 것으로 유식학에서는 해석한다.
아뢰야식 · 이숙식 · 일체종자식의 순서대로 보자면, 아뢰야식의 단계에서 이숙식의 단계로 들어갔다는 것은 그 사람에 대해 더 이상 아뢰야식이라는 이름을 붙이는 것이 적절치 않다는 것을 뜻하고, 이숙식의 단계에서 일체종자식의 단계로 들어갔다는 것은 그 사람에 대해 더 이상 이숙식이라는 이름을 붙이는 것이 적절치 않다는 것을 뜻한다.
그리고 원인과 결과의 두 원리라는 측면에서 보면 아뢰야식이라는 이름은 원인과 결과가 둘 다 현저한 이름이고, 이숙식이라는 이름은 결과가 현저한 이름이고, 일체종자식이라는 이름은 원인이 현저한 이름이다. 본질면에서 보면 아뢰야식이라는 이름은 원인과 결과라는 두 원리를 모두 드러내고 있으므로 제8식의 자체, 즉, 본질적 측면이라고 할 수 있다. 그래서 아뢰야식이라는 이름은 한편으로는 욕계에서 윤회하는 측면을 뜻하지만 한편으로는 제8식의 자체를 드러낸 것이므로 제8식의 자상(自相)을 보이는 이름이다. 본질면에서 보면 이숙식이라는 이름은 결과라는 원리를 특히 드러내고 있으므로 제8식의 결과적 측면, 즉, 과상(果相)을 보이는 이름이다. 본질면에서 보면 일체종자식이라는 이름은 원인이라는 원리를 특히 드러내고 있으므로 제8식의 원인적 측면, 즉, 인상(因相)을 보이는 이름이다.
그리고 제8식의 3가지 이름을 일체종자식 · 이숙식 · 아뢰야식의 순서로 나열하지 않고 아뢰야식 · 이숙식 · 일체종자식의 순서로 나열한 이유는 첫째로는, 욕계에서 윤회하는 상태, 색계 · 무색계에서 윤회하는 상태, 해탈한 상태가 모든 인간 특히 수행자가 의식적으로 걸어가야 할 길임을 보이기 위해서이다. 둘째로는, 수행자가 길을 걸어가면서 아뢰야식이라는 이름을 버리는 큰 성취를 이룬 후 이숙식이라는 이름을 버리는 큰 성취를 이루게 되며 반드시 그렇다는 것을 보이기 위해서이다. 세째로는, 본질(식 그 자체), 그 본질에 의거해 일어나는 결과(이숙과), 그 결과를 설명하는 원인(출세간을 지향하는 선업 즉 종자)을 순서대로 보여 수행에 대해 확신을 가지게 하기 위해서이다.
아뢰야식이라는 이름과 상응하는 아애집장현행위는 대승불교 수행계위로는 범부로부터 제7지 원행지까지이고 성문4과로는 범부로부터 아나함까지이다. 아나함의 완성은 욕계로의 윤회가 필요 없는 상태이다. 이숙식이라는 이름과 상응하는 선악업과위는 대승불교 수행계위로는 제8지 부동지부터 제10지까지이고 성문4과로는 아라한이다. 아라한의 완성은 색계나 무색계로의 윤회가 필요 없는 상태이다. 일체종자식과 상응하는 상속집지위는 부처의 지위, 즉, 완전한 깨달음의 상태이다. 부처의 지위는 윤회를 초월한 상태이다. 그리고 일체종자식이라는 이름은 제8식의 또 다른 이름인 아타나식(阿陀那識) 즉 집지식(執持識)과 그 의미가 사실상 동일하다.
뢰야3상과 뢰야3위, 즉, 아뢰야식의 3가지 본질적 측면과 수행에 따른 깨달음의 정도는 서로 대응하는 것이 사실 당연한 일로서, 아뢰야식을 잠재의식 또는 무의식이라고 본다면 깨달음이란 잠재의식 또는 무의식의 어느 정도 수준(불교에서는 크게 욕계 수준, 색계 · 무색계 수준의 2수준으로 나눈다)에서 탐진치의 3독을 극복했는가 하는 것이라고 할 수 있다. 예를 들어, 아나함의 상태는 욕계를 완전히 벗어난 상태, 즉, 욕계 수준의 탐진치가 완전히 극복된 상태이다. 그런데 색계에는 진의 마음작용, 즉, 화, 즉, 미워함과 성냄이 없다. 따라서 아나함의 상태를 완성한 수행자는 성냄이 무의식에서 완전히 극복되었으며, 즉, 화를 내는 일이 속마음 어디에도 전혀 없으며, 탐과 치가 엷은 수준, 즉, 색계 · 무색계의 수준에서 남아 있는 상태이다.

### ① 자상문
且初能變其相云何。頌曰。

 初阿賴耶識 異熟一切種

 ３不可知執受 處了常與觸

 作意受想思 相應唯捨受

 ４是無覆無記 觸等亦如是

 恒轉如瀑流 阿羅漢位捨

 
우선 초능변식(初能變識: 제8식)의 체상[相]은 어떠한가?

게송(『삼십송｣의 제2 · 3 · 4 송)에서 다음과 같이 말한다.

 첫 번째는 아뢰야식이고,

 이숙식이며, 일체종자식이니라.

 감지하기 어려운 집수(執受)와 기세간[處]의

 요별을 갖네.

 항상 촉(觸) · 작의(作意) · 수(受) · 상(想) · 사(思)의 심소와 상응한다.

 오직 사수(捨受)와 상응하네.

 이것은 무부무기성(無覆無記性)이니,

 촉 등도 역시 그러하다.

 항상 폭류(暴流)의 흐름처럼 유전(流轉)한다.

 아라한위에서 버리네.
 — 《성유식론》 제2권, 한문본 & 한글본
자상문(自相門)은 아뢰야식(阿賴耶識, ālaya vijñāna) 즉 장식(藏識)이라는 명칭으로 불릴 때의 제8식 즉 초능변식을 말하는 것으로, 섭론종 등의 구역가가 아뢰야식을 무몰식(無沒識)이라 번역한 것과는 달리 법상종 등의 신역가에서는 아뢰야식을 장식(藏識)이라 번역한다.
그리고 장식에는 능장(能藏) · 소장(所藏) · 집장(執藏)의 3가지 뜻[義]이 있는데, 이들 3가지 뜻은 초능변식의 자상(自相) 즉 제8식의 본질적 성질 또는 작용을 이룬다. 이들을 통칭하여 뢰야3장(賴耶三藏) 또는 장3의(藏三義)라고 한다.
- 능장(能藏): 제8식이 만유의 종자를 능히 보관하는 능력을 가지고 있음을 말한다.
- 소장(所藏): 제7식 · 제6식 · 전5식의 7식(七識)이 선업과 악업을 제8식에 훈습하여 새로운 종자가 생기게 하거나 기존의 종자의 세력을 강화시키는 능력을 가지고 있음을 말한다.
- 집장(執藏): 제7말나식이 항상 제8식의 행상(行相: 인식작용) 즉 견분(見分)을 자내아(自內我) 즉 자신 내부의 영원한 자아 즉 내면의 '나[我]'로 오인하여 집착하기 때문에, 뢰야3위 중 아애집장현행위를 벗어나기 전까지는 유정의 마음에 아집(我執) 즉 번뇌장(煩惱障)이 항상 존재하게 되는 것을 말한다.

장식(藏識) 즉 장3의(藏三義)만이 제8식의 유일한 자상(自相)들인 것은 아니다. 이숙식(異熟識) · 아타나식(阿陀那識) · 심(心) · 소지의(所知依) · 종자식(種子識) · 무구식(無垢識) 등과 8식10명(八識十名)과 같은 제8식의 여러 가지 명칭들은 모두 제8식의 총체적 자상(自相) 즉 총체적인 본질적 성질 또는 작용의 한 측면[分位]을 보여준다. 하지만, 장식(藏識)이 첫 번째 지위 즉 뢰야3위 가운데 제1위인 아애집장현행위(我愛執藏現行位)에 해당하여 그 과실[過: 불선, 악, 허물, 잘못]이 무겁기[重] 때문에, 즉 유정으로 하여금 욕계의 번뇌를 벗어나지 못하게 함으로써 3계 가운데 가장 저층인 욕계에 계속 윤회하게 만들기 때문에, 장식(藏識)을 특히 제8식의 자상(自相) 즉 본질적 작용 또는 성질로 삼는다고 《성유식론》 제2권에서는 아래 인용문에서 나타난 바와 같이 말하고 있다.
 論曰。初能變識大小乘教名阿賴耶。此識具有能藏所藏執藏義故。謂與雜染互為緣故。有情執為自內我故。此即顯示初能變識所有自相。攝持因果為自相故。此識自相分位雖多。藏識過重是故偏說。

 
논하여 말한다. 첫 번째 능변식[初能變識]은 대승과 소승의 가르침에서 아뢰야식이라고 이름한다. 이 식에 구체적으로 능장(能藏) · 소장(所藏) · 집장(執藏)의 뜻이 있기 때문이다. (능장 · 소장의 뜻은) 잡염법과 서로 연(緣)이 되기 때문이며, (집장의 뜻은) 유정(제7식)이 집착해서 자기 내면의 자아로 삼기 때문이다. 이것은 곧 초능변식에 있는 자체의 양상[自相]을 나타낸다. 원인 · 결과를 거두어 지녀서[攝持因果] 자상을 삼기 때문이다. 이 식의 자상은 분위(分位)가 많지만 장식(藏識)이라 이름하는 것은, [첫 번째 지위로서의, 즉 아애집장현행위로서의] 과실이 크기 때문에 이에 비중을 두어 이름한 것이다.
 — 《성유식론》 제2권. 한문본 & 한글본(편집자가 일부 수정)
《성유식론》 제2권에서는 위의 인용문에 보인 바와 같이 제8식 즉 초능변식의 자상에 대해 설명하고 있다. 이 설명에서 《성유식론》의 논자는 제8식의 자상 즉 본질이란 총체적으로 말하면 섭지인과(攝持因果) 즉 선 · 불선 · 무기의 모든 인과(因果)를 거두고[攝] 유지[持]하는 것이라고 말하고 있다. 쉽게 말하자면, 죽은 후 다음 생으로 윤회했을 때 다음 생에 어디에 어떻게 태어날지에 대한 결정이 제8식에서 이루어진다고 말하고 있는 것이다. 또한 현생의 삶에서의 사는 모습 하나하나도 그 모든 원인과 결과의 작용을 처리하는 제8식에 의한 것이라고 말하고 있는 것이다. 보다 더 알기 쉽게 말하자면, 엄밀히 말해서는 분명 틀린 진술이지만, 제8식이 소위 죽어서 천당에 가거나 지옥에 가는 윤회의 주체로서의 영혼(soul, 불교적 표현으로는 영가)이라 할 수 있다. 즉, 내세에 어떤 삶을 살게 될 것인가, 지금 어떤 삶을 살게 될 것인가가 영혼의 문제, 즉, 인과의 문제라고 말하고 있는 것이다. 즉, 그간 윤회하면서 쌓은 원인과 현재 뿌리고 있는 원인에 의해 새로운 결과가 나타난다고 말하고 있는 것이다.
그리고  제8식을 장식(藏識) 즉 아뢰야식이라고 부를 때는 이 모든 인과 중에서도 특히 과실[過] 즉 불선으로서의 인과를 섭지(攝持)하는 측면이 강한[重] 경우를 가리킨다고 말하고 있다. 카발라적으로 표현하자면, 아뢰야식은 에덴 동산에서 쫓겨난 아담, 실락한 아담 카드몬, 실락한 영혼이다. 즉, 아뢰야식이라는 단어는 본래의 완전한 지혜(반야, 영혼)가 욕계, 즉 지구를 포함한 바로 이 물질 세계에 계속 윤회하고 있는 상태에 중점을 두어 말하는 것이다. 이를 뒤집어 말하자면, 욕계로의 윤회에서 벗어나는 것이 불교의 가르침에서 1차적으로 가장 중요한 문제라는 것을 강조하는 것이다. 이것은 다시 말하자면, 욕계로의 윤회에서 벗어나는 최초의 출발이 곧 색계의 선정에 드는 것이므로, 불교의 가르침에서 1차적으로 가장 중요한 문제는 색계의 선정에 들 수 있는 역량을 키우는 것이라고 할 수 있다. 즉, 유식유가행파에서는 수행(유가, 요가)을 통해 선정에 들 수 있는 상태, 즉, 색계에 들어갈 수 있는 상태가 되는 것이 1차적으로 가장 중요하다는 것을 표명하고 있는 것이다. 달리 말해, 유가행파는 수행(유가)을 통해 유식을 깨닫는 것을 1차적 목표로 하는 가르침(유가행유식파)이 아니라 미륵보살이 전하고 무착과 세친이 잘 해설한 유식의 교의를 이해함을 통해 합리적 확신을 가지고 수행에 진입하게 하는 것을 1차적 목표로 하는 가르침(유식유가행파)이다. 그런 후 수행이 무르익으면 그 수행을 통해 앞에서 합리적으로 이해했던 교의의 실제, 즉, 유식리를 깨닫는 것이다(유가행유식파, 전식득지).

### ② 과상문
且初能變其相云何。頌曰。

 初阿賴耶識 異熟一切種

 ３不可知執受 處了常與觸

 作意受想思 相應唯捨受

 ４是無覆無記 觸等亦如是

 恒轉如瀑流 阿羅漢位捨

 
우선 초능변식(初能變識: 제8식)의 체상[相]은 어떠한가?

게송(『삼십송｣의 제2 · 3 · 4 송)에서 다음과 같이 말한다.

 첫 번째는 아뢰야식이고,

 이숙식이며, 일체종자식이니라.

 감지하기 어려운 집수(執受)와 기세간[處]의

 요별을 갖네.

 항상 촉(觸) · 작의(作意) · 수(受) · 상(想) · 사(思)의 심소와 상응한다.

 오직 사수(捨受)와 상응하네.

 이것은 무부무기성(無覆無記性)이니,

 촉 등도 역시 그러하다.

 항상 폭류(暴流)의 흐름처럼 유전(流轉)한다.

 아라한위에서 버리네.
 — 《성유식론》 제2권, 한문본 & 한글본

### ③ 인상문
且初能變其相云何。頌曰。

 初阿賴耶識 異熟一切種

 ３不可知執受 處了常與觸

 作意受想思 相應唯捨受

 ４是無覆無記 觸等亦如是

 恒轉如瀑流 阿羅漢位捨

 
우선 초능변식(初能變識: 제8식)의 체상[相]은 어떠한가?

게송(『삼십송｣의 제2 · 3 · 4 송)에서 다음과 같이 말한다.

 첫 번째는 아뢰야식이고,

 이숙식이며, 일체종자식이니라.

 감지하기 어려운 집수(執受)와 기세간[處]의

 요별을 갖네.

 항상 촉(觸) · 작의(作意) · 수(受) · 상(想) · 사(思)의 심소와 상응한다.

 오직 사수(捨受)와 상응하네.

 이것은 무부무기성(無覆無記性)이니,

 촉 등도 역시 그러하다.

 항상 폭류(暴流)의 흐름처럼 유전(流轉)한다.

 아라한위에서 버리네.
 — 《성유식론》 제2권, 한문본 & 한글본

## 제3단: ⑥ 상응문
상응문(相應門)은 아뢰야식이 마음작용들 가운데 어떤 마음작용들과 상응하는가를 밝히는 부분이다.
상응문은 《유식삼십송》의 제3게송의 일부인 '항상 촉(觸) · 작의(作意) · 수(受)  · 상(想) · 사(思)의 심소와 상응한다(常與觸作意受想思相應)'를 해석한 것이다.
 且初能變其相云何。頌曰。

　　　初阿賴耶識　　異熟一切種

　　３不可知執受　　處了常與觸

　　　作意受想思　　相應唯捨受

　　４是無覆無記　　觸等亦如是

　　　恒轉如瀑流　　阿羅漢位捨

 
우선 초능변식(初能變識: 제8식)의 체상[相]은 어떠한가?

게송(『삼십송｣의 제2 · 3 · 4 송)에서 다음과 같이 말한다.

　　　첫 번째는 아뢰야식이고,

　　　이숙식이며, 일체종자식이니라.

　　　감지하기 어려운 집수(執受)와 기세간[處]의

　　　요별을 갖네.

　　　항상 촉(觸) · 작의(作意) · 수(受) · 상(想) · 사(思)의 심소와 상응한다.

　　　오직 사수(捨受)와 상응하네.

　　　이것은 무부무기성(無覆無記性)이니,

　　　촉 등도 역시 그러하다.

　　　항상 폭류(暴流)의 흐름처럼 유전(流轉)한다.

　　　아라한위에서 버리네.
 — 《성유식론》 제2권, 한문본 & 한글본
《성유식론》을 비롯한 대승불교 일반에서는 마음작용에 속한 법들로 촉(觸) · 작의(作意)에서 심(尋) · 사(伺)에 이르기까지 총 51가지 법을 들고 있으며, 이들 51가지 법들을 변행심소(遍行心所: 5가지) · 별경심소(別境心所: 5가지) · 선심소(善心所: 11가지) · 번뇌심소(煩惱心所: 6가지) · 수번뇌심소(隨煩惱心所: 20가지) · 부정심소(不定心所: 4가지)의 6위(六位) 즉 여섯 그룹으로 나누고 있다.

### 변행심소와 상응하는 이유
《성유식론》에 따르면, 아뢰야식은 무시이래(無始以來)로부터 전의(轉依)를 증득하기 이전까지의 모든 지위[位]에서 항상 변행심소에 속한 촉(觸) · 작의(作意) · 수(受) · 상(想) · 사(思)의 5가지 마음작용과 상응(相應)하는데, 이들은 '두루 작용하는 마음작용[遍行心所]'이기 때문이다.
이 5가지 마음작용은 이숙식 즉 아뢰야식과는 그 행상(行相) 즉 인식작용 즉 견분이 다르다. 하지만 작용하는 때[時]가 동일하고[同], 의지처 즉 소의근[依]도 동일하며[同], 소연(所緣) 즉 인식대상 즉 상분은 비슷하고[等], 자체[事] 즉 자체분 즉 자증분도 비슷하다[等]. 이것을 전통적인 용어로 각각 시동(時同) · 의동(依同) · 소연등(所緣等) · 사등(事等)이라고 하며, 이들 4가지를 통칭하여 4의평등(四義平等)이라 한다. 그리고 어떤 2가지 법이 4의평등을 만족할 때 그 두 법을 상응(相應)한다고 말한다. 한편, 유식학에서는 마음과 마음작용의 행상 즉 인식작용 즉 견분이 다르다고 주장하는 데 반하여, 부파불교에서는 그것이 비슷하다고 본다. 이러한 이유로 4의평등에 행상등(行相等)을 추가한 5의평등(五義平等)을 말하며, 따라서 부파불교의 교학에서는 어떤 2가지 법이 5의평등을 만족할 때 그 두 법을 상응(相應)한다고 말한다.
아뢰야식은 변행심소에 속한 촉(觸) · 작의(作意) · 수(受) · 상(想) · 사(思)의 5가지 마음작용들과 상응할 뿐, 나머지 다른 마음작용들과는 상응하지 않는다. 즉, 별경심소 · 선심소 · 번뇌심소 · 수번뇌심소 · 부정심소의 그 어느 마음작용과도 상응하지 않는다. 즉, 이들 마음작용과는 4의평등이 성립되지 않는다.

### 별경심소와 상응하지 않는 이유
아뢰야식이 별경심소의 5가지 마음작용과 상응하지 않는 것은 구체적으로 다음의 이유에서이다.
- 욕(欲)의 마음작용은 소락사(所樂事: 좋아하는 일)를 희망하는 작용을 하는 데 비해, 아뢰야식은 온갖 업에 따라 흘러가는데로 작용할 뿐 특별히 희망을 가지거나 하는 작용을 하지 않는다.
- 승해(勝解)의 마음작용은 결정사(決定事: 결정할 일)를 인지(印持: 인가하고 유지함)하는 작용을 하는 데 비해, 아뢰야식은 몽매(瞢昧)하여서 특별히 인지(印持)하는 작용을 하지 않는다.
- 염(念)의 마음작용은 증습사(曾習事: 예전에 익힌 일)를 분명히 기억하는 작용을 하는 데 비해, 아뢰야식은 어둡고 미약하여서[昧劣] 특별히 분명히 기억하거나 하는 작용을 할 수 없다.
- 정(定)의 마음작용은 전주일경(專注一境) 즉 마음으로 하여금 하나의 대상에 전일(專一)하게 하는 작용을 하는데, 아뢰야식은 온갖 업에 따라 흘러가는데로 작용하므로 어떤 상황에서는 찰나마다 다른 대상을 반연한다.
- 혜(慧)의 마음작용은 덕등사(德等事: 공덕 등의 일)를 간택하는 작용을 하는 데 비해, 아뢰야식은 미세하고 어두워서[微昧] 간택하는 작용을 할 수 없다.

### 선·번뇌·수번뇌심소와 상응하지 않는 이유
아뢰야식은 오직 이숙성(異熟性), 즉 이숙의 성질, 즉 다르게 익음의 성질, 즉 선이나 불선이 무기로 성숙(成熟)되는 성질이다.  반면 선(善)이나 염오(染污)에는 이러한 다르게 익음의 성질이 없다.  따라서 아뢰야식은 선심소(善心所) · 번뇌심소(煩惱心所) · 수번뇌심소(隨煩惱心所)와 상응하지 않는다.

### 부정심소와 상응하지 않는 이유
부정심소(不定心所)에 속한 마음작용들, 즉 회(悔) · 면(眠) · 심(尋) · 사(伺)는 그 성질이 무기성이기는 하지만 간단(間斷) 즉 일시적으로 단절되는 경우가 있으므로 결코 단절됨이 없는 이숙(異熟)의 성질이 아니다. 따라서 아뢰야식은 부정심소와 상응하지 않는다.

## 제4단: ⑦ 수구문
수구문(受俱門)은 아뢰야식이 고수(苦受) · 낙수(樂受) · 사수(捨受)의 3수 또는 이것의 보다 세분화된 형태인 낙수(樂受) · 고수(苦受) · 희수(喜受) · 우수(憂受) · 사수(捨受)의 5수 가운데 어느 수(受)와 상응하는가를 밝히는 부분이다.
수구문은 《유식삼십송》의 제3게송의 일부인 '오직 사수(捨受)와 상응하네(唯捨受)'를 해석한 것이다.
 且初能變其相云何。頌曰。

　　　初阿賴耶識　　異熟一切種

　　３不可知執受　　處了常與觸

　　　作意受想思　　相應唯捨受

　　４是無覆無記　　觸等亦如是

　　　恒轉如瀑流　　阿羅漢位捨

 
우선 초능변식(初能變識: 제8식)의 체상[相]은 어떠한가?

게송(『삼십송｣의 제2 · 3 · 4 송)에서 다음과 같이 말한다.

　　　첫 번째는 아뢰야식이고,

　　　이숙식이며, 일체종자식이니라.

　　　감지하기 어려운 집수(執受)와 기세간[處]의

　　　요별을 갖네.

　　　항상 촉(觸) · 작의(作意) · 수(受) · 상(想) · 사(思)의 심소와 상응한다.

　　　오직 사수(捨受)와 상응하네.

　　　이것은 무부무기성(無覆無記性)이니,

　　　촉 등도 역시 그러하다.

　　　항상 폭류(暴流)의 흐름처럼 유전(流轉)한다.

　　　아라한위에서 버리네.
 — 《성유식론》 제2권, 한문본 & 한글본
《성유식론》에 따르면 아뢰야식은 3수나 5수 가운데 오직 사수(捨受)와 상응하는데 그 이유는 크게 다음의 3가지이다.

### 오직 사수와 상응하는 첫째 이유
아뢰야식은 첫째로 그 행상(行相: 인식작용, 견분)이 극히 불명료하고, 둘째로 위순경상(違順境相) 즉 대상의 거슬림과 수순의 양상을 분별할 수 없으며, 셋째로 그 행상은 미세(微細)하고, 넷째로 한 종류 즉 이숙무기성(異熟無記性)의 부류로서 상속하면서 작용한다. 그렇기 때문에 다섯째로 3수나 5수 가운데 오직 사수(捨受)와 상응한다.
한편, 여기에 나열된 5가지는 과위(果位)인 불위(佛位)가 아닌 인위(因位)에서의 아뢰야식의 모습이다. 완전한 깨달음을 증득한 상태인 불위(佛位)에서는 제8식은 그 행상(行相: 인식작용, 견분)이 명료하고, 대상의 거슬림과 수순의 양상[違順境相]을 분별할 수 있으며, 나머지 3가지는 인위(因位)에서와 동일하다. 즉 나머지 3가지는 인과위(因果位)에 공통된다.

### 오직 사수와 상응하는 둘째 이유
또한 아뢰야식과 상응하는 수(受)는 그 성질이 이숙(異熟)이어야 한다. 즉 이숙성(異熟性)을 지녀야 한다. 즉 선행하는 인업(引業)에 따라 작용하고, 현연(現緣) 즉 수순[順] · 거스름[違] 등의 현행(現行)의 연(緣)을 기다리지 않으며, 선업 · 악업의 세력에 맡겨진 상태에서 작용하여야 한다. 이러한 조건을 충족하는 것은 3수나 5수 가운데 사수(捨受)뿐이다.
고수(苦受) · 낙수(樂受)는 그 자체로는 선도 악도 아닌 무기의 성질이지만 이것은 진이숙(眞異熟) 즉 참다운 이숙이라고 할 수 없으며 단지 이숙생(異熟生)일 뿐이다. 고수(苦受) · 낙수(樂受)는 현연(現緣) 즉 수순[順] · 거스름[違] 등의 현행(現行)의 연(緣)을 기다려서 이들이 갖추어질 때만 비로소 나타나는 것이므로 아뢰야식과 상응하지 않는다.

### 오직 사수와 상응하는 셋째 이유
아뢰야식은 항상[常]하고 전변함이 없다[無轉變]. 그렇기 때문에 유정 특히 유정의 제7말나식이 아뢰야식에 대해 잘못 생각하여 상일(常一)하는 자내아(自內我) 즉 '내면에 존재하는 영원한 자아'라고 집착한다. 즉, 제7말나식은 아뢰야식을 소연으로 하여 항상 아치(我癡) · 아견(我見) · 아만(我慢) · 아애(我愛)의 4번뇌를 일으킨다.
만약 아뢰야식이 고수 · 낙수와 상응한다면 전변함이 있게 된다. 전변함이 있다는 것은 상일(常一)하지 않은 것이므로 그렇게 되면 제7말나식이 아뢰야식을 자내아(自內我)라고 집착하지 않게 될 것이다. 그러면 4번뇌도 없고 따라서 번뇌의 결과인 유(有) 즉 3계를 전전하는 생사윤회의 삶도 없을 것이다. 하지만 실제는 그렇지 않으므로, 따라서 아뢰야식은 오직 사수(捨受)와 상응한다.

### 선·악·무기업과 사수
한편, 사수(捨受)는 괴로움의 품류[苦品]와 즐거움의 품류[樂品]에 거스르지 않는다. 즉 고(苦) · 낙(樂)을 배척하지 않는다. 그렇기 때문에, 사수(捨受)와 상응하는 아뢰야식은 능히 악업의 이숙인 괴로운 과보 즉 고(苦)의 법과, 선업의 이숙인 즐거운 과보 즉 낙(樂)의 법과, 무기업의 이숙인 괴롭지고 즐겁지 않는 과보 즉 무기(無記)의 법을 초감(招感)한다. 즉, 아뢰야식은 능히 3수 또는 5수를 통해 과거에 지은 온갖 성질의 업의 이숙과를 받는다. 달리 말하면, 수(受)의 마음작용은 아뢰야식이 과거의 과보를 영납하는 것이다.

## 제5단: ⑧ 3성문
3성문(三性門)은 아뢰야식이 선(善) · 불선(不善) · 유부무기(有覆無記) · 무부무기(無覆無記) 가운데 어디에 속하는 지를 밝히는 부분이다. 3성(三性)은 선 · 불선 · 무기를 말하는데, 무기는 다시 유부무기와 무부무기로 나뉜다.
3성문은 《유식삼십송》의 제4게송의 일부인 '이것은 무부무기성(無覆無記性)이니(是無覆無記)'를 해석한 것이다.
 且初能變其相云何。頌曰。

　　　初阿賴耶識　　異熟一切種

　　３不可知執受　　處了常與觸

　　　作意受想思　　相應唯捨受

　　４是無覆無記　　觸等亦如是

　　　恒轉如瀑流　　阿羅漢位捨

 
우선 초능변식(初能變識: 제8식)의 체상[相]은 어떠한가?

게송(『삼십송｣의 제2 · 3 · 4 송)에서 다음과 같이 말한다.

　　　첫 번째는 아뢰야식이고,

　　　이숙식이며, 일체종자식이니라.

　　　감지하기 어려운 집수(執受)와 기세간[處]의

　　　요별을 갖네.

　　　항상 촉(觸) · 작의(作意) · 수(受) · 상(想) · 사(思)의 심소와 상응한다.

　　　오직 사수(捨受)와 상응하네.br>

　　　이것은 무부무기성(無覆無記性)이니,

　　　촉 등도 역시 그러하다.

　　　항상 폭류(暴流)의 흐름처럼 유전(流轉)한다.

　　　아라한위에서 버리네.
 — 《성유식론》 제2권, 한문본 & 한글본
《성유식론》에 따르면,
'유부무기(有覆無記) · 무부무기(無覆無記)'에서의 부(覆)는 '덮다, 은폐하다'를 뜻하는데 염법(染法) 즉 잡염(雜染)을 말한다. 염법은 성도(聖道)를 장애하고 또한 능히 마음(법성심 · 의타기심)을 덮고 은폐하여 마음으로 하여금 청정[淨]하지 못하게 하기 때문에 부(覆)라고 한다.
'유부무기(有覆無記) · 무부무기(無覆無記)'에서 기(記)는 '기별(記別)할 수 있다' 또는 '기표(記票)할 수 있다'를 뜻하는데 선(善) 혹은 악(惡) 혹은 이들 둘 다를 말한다. 선과 악은 각각 애과(愛果)와 비애과(非愛果) 즉 애락할 만한 과보와 애락할 만하지 않은 과보를 낳으며 승자체(勝自體) 즉 뛰어난 자체(自體) 즉 뛰어난 성질이므로 기별(記別)할 수 있기 때문에 기(記)라고 한다. 무기(無記)는 선도 아니고 악도 아닌 것, 즉 선 혹은 악으로 기별할 수 없는 것을 말한다.
《성유식론》에 따르면, 아뢰야식은 그 성질이 무부무기(無覆無記)인데, 다음의 3가지 이유 때문에 그러하다.

### 이숙성
첫째, 아뢰야식의 성질이 무부무기성(無覆無記性)인 것은 아뢰야식의 성질이 이숙성(異熟性)이고 이숙성은 3성의 관점에서 볼 때 무부무기이기 때문이다.
다시, 이숙성이 무부무기인 이유는 이숙성이 만약 선(善)이나 염오(染污: 즉 불선 또는 유부무기)라면 법이도리(法爾道理)인 유전(流轉)과 환멸(還滅) 즉 유전연기와 환멸연기가 득성(得成: 획득과 성취)될 수 없기 때문이다 즉 이루어질 수 없기 때문이다.
즉, 이숙성이 오직 선(善)의 성질이라면 유전연기 즉 고제(苦諦) · 집제(集諦)가 존재하지 않아야 하고, 이숙성이 오직 염오(染污: 즉 불선 또는 유부무기)의 성질이라면 환멸연기 즉 멸제(滅諦) · 도제(道諦)가 존재하지 않아야 한다. 그런데 실제로는 유전연기와 환멸연기, 달리 말하면, 4성제가 모두 법이도리(法爾道理)로서 우주에 항상 존재한다. 따라서 이숙성은 선(善)도 염오(染污: 즉 불선 또는 유부무기)도 아니며, 따라서 무부무기이다.

### 소의성
둘째, 아뢰야식의 성질이 무부무기성(無覆無記性)인 것은 아뢰야식의 성질이 소의성(所依性)이고 소의성은 3성의 관점에서 볼 때 무부무기이기 때문이다. 즉, 아뢰야식이 선(善)과 염오[染: 불선 또는 유부무기]의 소의(所依) 즉 의지처 즉 발동근거가 되는 성질을 가지고 있기 때문이다.
만약 아뢰야식이 선(善)이나 염오(染污: 불선 또는 유부무기)라면 선(善)과 염오(染污)는 서로 반대되는 것이기 때문에 선의 소의가 되거나 염오의 소의가 되거나 해야 하며 둘 모두의 소의가 되지는 않아야 한다. 그런데 실제로는 아뢰야식은 선(善)과 염오(染污: 불선 또는 유부무기) 모두의 소의가 되고 있으며, 따라서 아뢰야식은 무부무기이다.

### 소훈성
셋째, 아뢰야식의 성질이 무부무기성(無覆無記性)인 것은 아뢰야식의 성질이 소훈성(所熏性)이고 소훈성 즉 훈습을 받아들이는 성질은  3성의 관점에서 볼 때 무부무기이기 때문이다.
다시, 소훈성이 무부무기인 이유는 소훈성이 만약 선(善)이나 염오(染污: 불선 또는 유부무기)라면 극향(極香)과 극취(極臭) 즉 매우 향기로운 것과 매우 악취나는 것이 훈습을 받지 않는 것처럼 훈습을 받지 않아야 하며, 선 또는 염오 어느 한 쪽의 훈습이 존재하지 않는다면 염정인과(染淨因果) 즉 잡염 · 청정의 원인 · 결과가 모두 성립되지는 않기 때문이다. 즉 고 · 집 · 멸 · 도의 4성제가 모두 성립되지는 않기 때문이다. 그런데 실제로는 염정인과(染淨因果), 달리 말하면, 4성제가 모두 엄연히 법이도리(法爾道理)로서 존재하며, 따라서 소훈성은  선(善)이나 염오(染污: 불선 또는 유부무기)가 아니며, 따라서 소훈성은 무부무기이다.

## 제6단: 심소동예문(心所同例門)
또는 心所例同門이라고도 한다.

## 제7단: ⑨ 인과비유문(因果譬喩門)
八段十義중 제9의에 해당한다.
항상 유전(상속)하는 것이 폭포수(瀑流)와 같다.

## 제8단: ⑩ 복단위차문(伏斷位次門)
아라한위를 말한다.

## 참고 문헌
- 이 문서에는 다음커뮤니케이션(현 카카오)에서 GFDL 또는 CC-SA 라이선스로 배포한 글로벌 세계대백과사전의 내용을 기초로 작성된 글이 포함되어 있습니다.
- 곽철환 (2003). 《시공 불교사전》. 시공사 / 네이버 지식백과. |title=에 외부 링크가 있음 (도움말)
- 김사업 (1989). 《제칠말나식의 성립과 그 체성 연구》. 동국대학원 불교학과 석사학위논문.
- 무착 지음, 현장 한역, 이한정 번역 (K.572, T.1605). 《대승아비달마집론》. 한글대장경 검색시스템 - 전자불전연구소 / 동국역경원. K.572(16-157), T.1605(31-663). |title=에 외부 링크가 있음 (도움말)
- 세친 지음, 현장 한역, 김묘주 번역 (K.594, T.1597). 《섭대승론석》. 한글대장경 검색시스템 - 전자불전연구소 / 동국역경원. K.594(17-76), T.1597(31-321). |title=에 외부 링크가 있음 (도움말)
- 안혜 지음, 현장 한역, 이한정 번역 (K.576, T.1605). 《대승아비달마잡집론》. 한글대장경 검색시스템 - 전자불전연구소 / 동국역경원. K.576(16-228), T.1606(31-694). |title=에 외부 링크가 있음 (도움말)
- 운허.  동국역경원 편집, 편집. 《불교 사전》. |title=에 외부 링크가 있음 (도움말)
- 호법 등 지음, 현장 한역, 김묘주 번역 (K.614, T.1585). 《성유식론》. 한글대장경 검색시스템 - 전자불전연구소 / 동국역경원. K.614(17-510), T.1585(31-1). |title=에 외부 링크가 있음 (도움말)
- 황욱 (1999). 《무착[Asaṅga]의 유식학설 연구》. 동국대학원 불교학과 박사학위논문.
- (영어) DDB. 《Digital Dictionary of Buddhism (電子佛教辭典)》. Edited by A. Charles Muller. |title=에 외부 링크가 있음 (도움말)
- (중국어) 무착 조, 현장 한역 (T.1605). 《대승아비달마집론(大乘阿毘達磨集論)》. 대정신수대장경. T31, No. 1605, CBETA. |title=에 외부 링크가 있음 (도움말)
- (중국어) 佛門網. 《佛學辭典(불학사전)》. |title=에 외부 링크가 있음 (도움말)
- (중국어) 星雲. 《佛光大辭典(불광대사전)》 3판. |title=에 외부 링크가 있음 (도움말)
- (중국어) 세친 조, 현장 한역 (T.1597). 《섭대승론석(攝大乘論釋)》. 대정신수대장경. T31, No. 1597, CBETA. |title=에 외부 링크가 있음 (도움말)
- (중국어) 안혜 조, 현장 한역 (T.1606). 《대승아비달마잡집론(大乘阿毘達磨雜集論)》. 대정신수대장경. T31, No. 1606, CBETA. |title=에 외부 링크가 있음 (도움말)
- (중국어) 于凌波. 《簡明成唯識論白話講記(간명성유식론백화강기)》. |title=에 외부 링크가 있음 (도움말);
- (중국어) 호법 등 지음, 현장 한역 (T.1585). 《성유식론(成唯識論)》. 대정신수대장경. T31, No. 1585, CBETA. |title=에 외부 링크가 있음 (도움말)